# رودريغو ريبيرو (لاعب كرة قدم)
رودريغو ريبيرو هو لاعب كرة قدم برتغالي في مركز الهجوم، ولد في 28 أبريل 2005 في فيانا دو كاستيلو في البرتغال.

## وصلات خارجية
- رودريغو ريبيرو على موقع الاتحاد الأوربي (الإنجليزية)
- رودريغو ريبيرو على موقع قاعدة بيانات كرة القدم.إي يو (الإنجليزية)
- رودريغو ريبيرو على موقع ليكيب (الفرنسية)
- رودريغو ريبيرو على موقع Soccerbase.com (لاعب) (الإنجليزية)
- رودريغو ريبيرو على موقع Soccerway.com (الإنجليزية)
- رودريغو ريبيرو على موقع عالم كرة القدم.نت (الإنجليزية)